# Yucca madrensis
Yucca madrensis H. S. Gentry es una especie de planta fanerógama perteneciente a la familia Asparagaceae. 

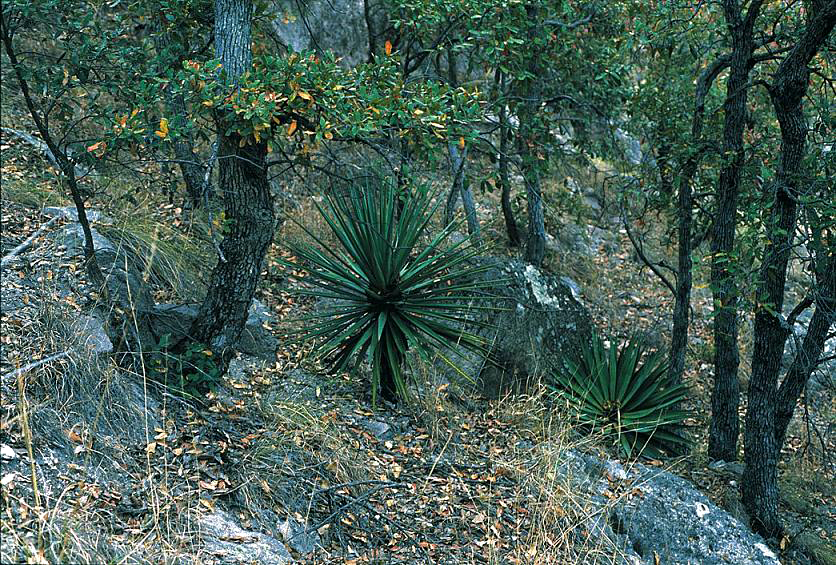
En su hábitat

## Distribución
Es originaria de la región montañosa en la Sierra Madre Occidental en los estados mexicanos de Sonora y Chihuahua. También se ha informado de Arizona, donde crece en laderas empinadas y rocosas en los bosques de pinos y encinos.

## Descripción
Yucca madrensis tiene frutos indehiscentes y hojas serradas. Esto sugiere que está relacionada con Y. rigida Trel. and Y. schottii Engelm.. Se diferencia de ambas especies por varios detalles, como la estrechez de las hojas, la inflorescencia glabra y su baja estatura.

## Taxonomía
Yucca madrensis fue descrita por Howard Scott Gentry y publicado en The Agave Family in Sonora 159–161, f. 62. 1972.
Etimología
Yucca: nombre genérico que fue nombrado por Carlos Linneo y que deriva por error de la palabra taína: yuca (escrita con una sola "c").
madrensis: epíteto geográfico que alude a su localización en la Sierra Madre Occidental.